# Лафлак, Жан Пьер
Жан Пьер Лафлак (фр. Jean-Pierre Laflaquière, род. 18 августа 1947, Тулуза, Верхняя Гаронна, Франция) — французский политический и государственный деятель, верховный комиссар Республики во Французской Полинезии с 3 сентября 2012 по 21 августа 2013.